# GPF194mm自走砲
GPF194mm自走砲(Grand Puissance Filloux - High-Power Filloux)とは、フランスにおける最初の装軌式自走砲である。第一次世界大戦の終結時期に設計された本砲は、多くの現代的特徴を備えた先駆的な兵器であった。

## 開発
本車はシュナイダー社のル・クルーゾによって設計された。元来、本車の設計としては155mm砲を搭載する予定であったが、結局194mm砲が選択された。この自走砲のうち幾輌かは、改修された280mmシュナイダー臼砲を搭載しており、この型はM 280 sur chenilles（装軌式M280）として知られた。これらは両方とも同一の車体を用いており、120馬力 Panhard SUK4 M2エンジンを用いて駆動した。この時期のイギリスの自走砲、ガンキャリアー_マークI（マーク I 戦車を改修し、BL 60ポンド砲（口径5インチ）またはBL 6インチ 26cwt榴弾砲を車体前部に搭載した）と比較した場合、このGPF194mm自走砲はより先進的であった。この車輛は1名で操縦操作され、油圧式ブレーキを備えた。カノン砲には自動調整式の駐退機構と、空気式復座装置が装備された。

## 構造
194mm砲は全長6.5mであり、射界は最大仰角37度、水平方向に55度であった。砲口初速は725m/sであり、最大射程は21kmに及んだ。

## 戦歴
第一次世界大戦後、M 280モデルは194mm砲の搭載型へと変更された。約50輌が第二次世界大戦の勃発時にも就役しており、少数がドイツ軍の侵攻に対して投入された。残存車輛は19.4cm Kanone 485 (f) auf Selbstfahrlafetteと改名され、ドイツ国防軍の戦力に組み込まれた。1942年、最終的にこれらのうち3輌が、ドイツ国防軍によって東部戦線で用いられた。これらは、ドイツ陸軍砲兵部隊の第84連隊で運用された。